# Borki (Złotów)
Pour les articles homonymes, voir Borki.
Borki (prononciation : [ˈbɔrki]) est un village polonais de la gmina d'Okonek dans le powiat de Złotów de la voïvodie de Grande-Pologne dans le centre-ouest de la Pologne.
Il se situe à environ 10 km au nord-ouest d'Okonek (siège de la gmina), 35 km au nord-ouest de Złotów (siège du powiat), et à 140 km au nord de Poznań (capitale de la Grande-Pologne).
Le village possède une population de 50 habitants.

## Histoire
De 1975 à 1998, le village faisait partie du territoire de la voïvodie de Piła.

Depuis 1999, Borki est situé dans la voïvodie de Grande-Pologne.